# Ostdeutsches Fahrzeugmuseum Benneckenstein

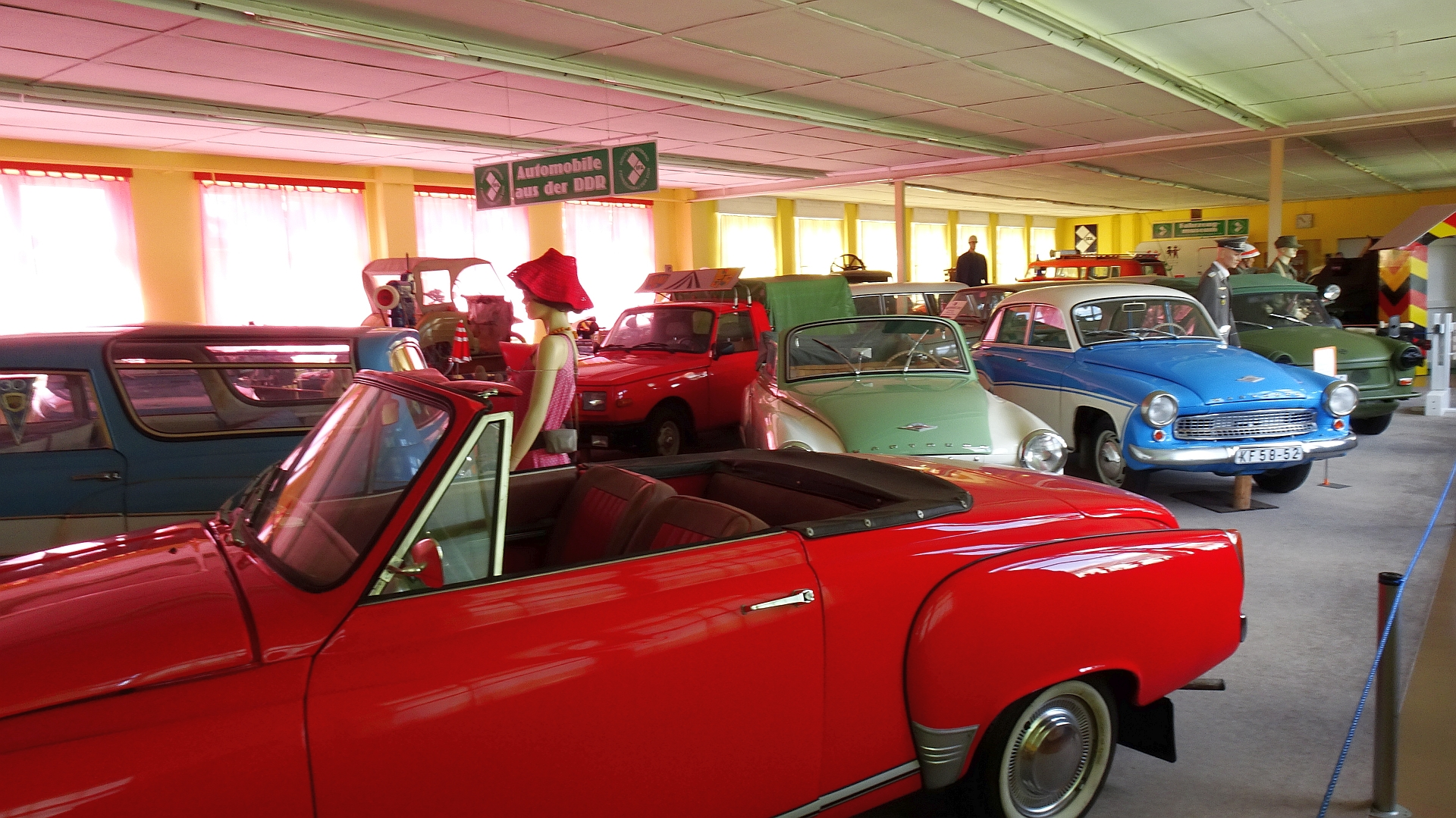
Blick in die Fahrzeugausstellung

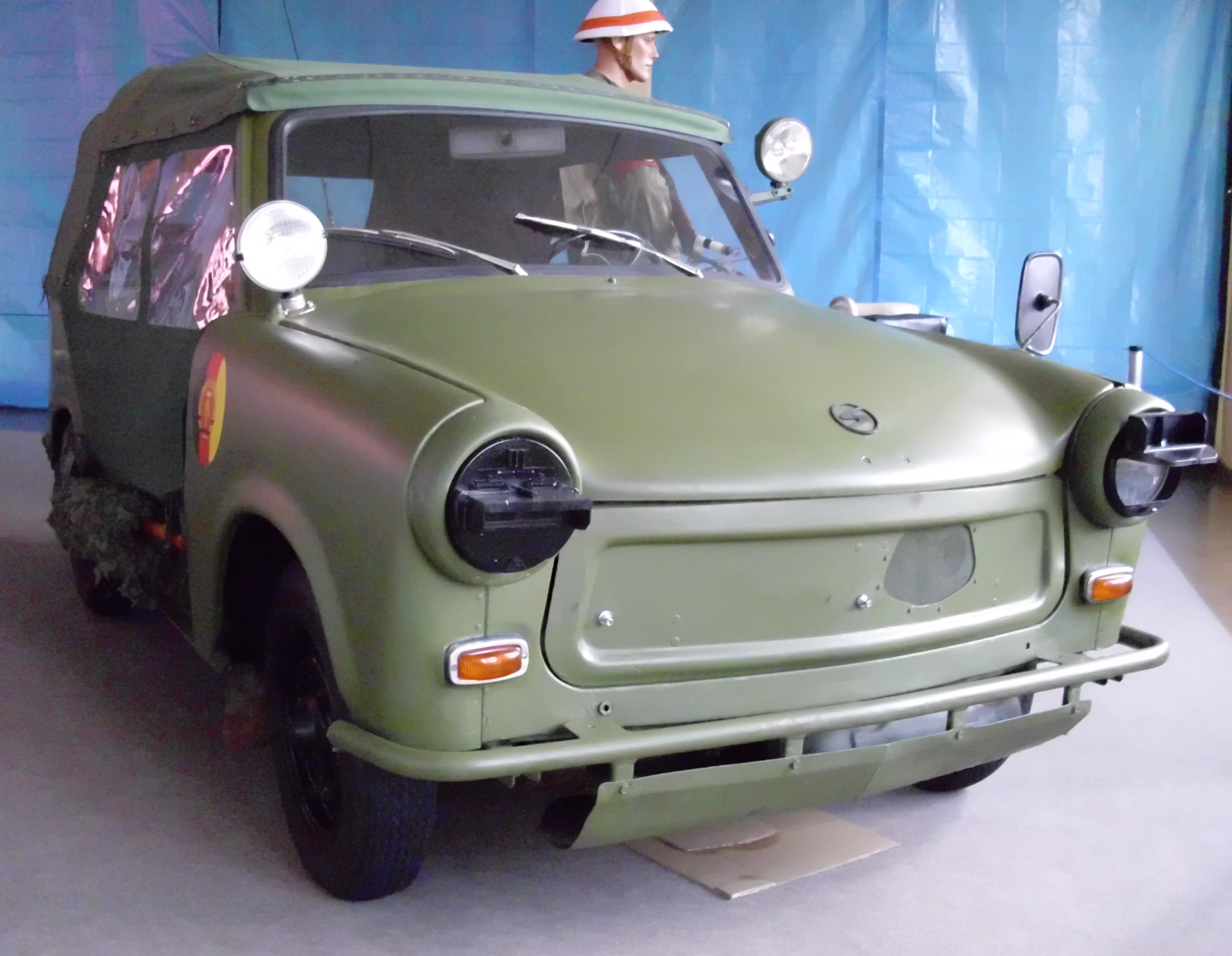
Trabant 601 Tramp

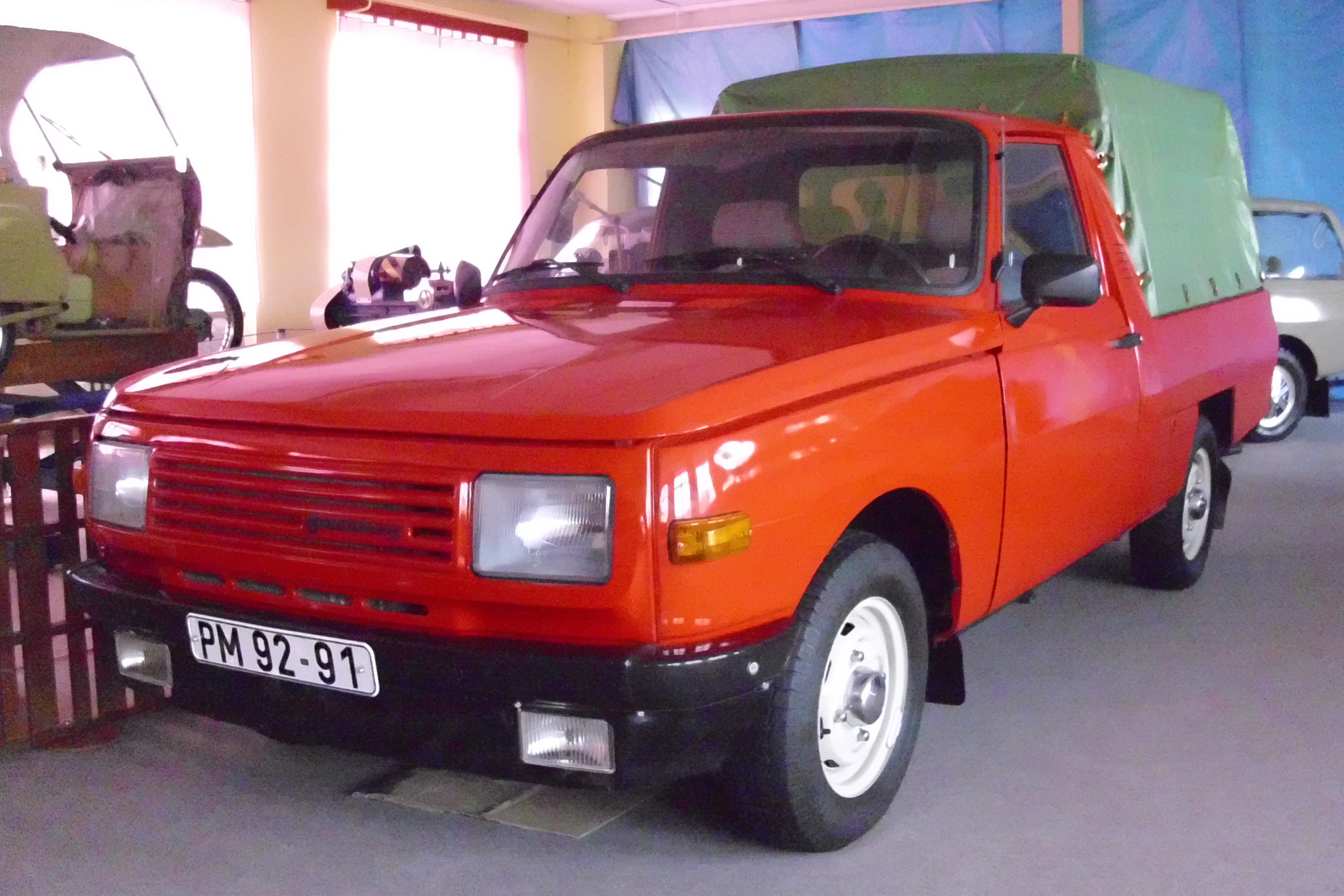
Wartburg 353 als Pick-up

Das Ostdeutsche Fahrzeugmuseum Benneckenstein, früher Ostdeutsches Fahrzeug- und Technikmuseum, ist ein Privatmuseum für Oldtimer in Sachsen-Anhalt.

## Lage
Das Museum befindet sich in Benneckenstein, einem Ortsteil von Oberharz am Brocken im Landkreis Harz. Unweit vom Museum liegt der Bahnhof der Harzquerbahn.

## Geschichte
Das Museum wurde in einem ehemaligen VEB-Bekleidungswerk für Berufskleidung eingerichtet. Es existiert seit mindestens 2010. Damals wurde es von Harald Tänzer zusammen mit seiner Familie unterhalten und seit November 2022 durch Mario Tänzer.
Heute werden im Museum weit über 10.000 Ausstellungsstücke gezeigt. Zudem besteht die Möglichkeit selbst einen LKW oder  Panzer zu fahren.
Das Museum und das Restaurant im Mitropa-Speisewagen ist im Sommer an fünf Tagen pro Woche geöffnet. Am Tag der Deutschen Einheit findet jeweils ein Veteranentreffen am Museum statt.

## Ausstellung
Das Museum stellt überwiegend Fahrzeuge aus DDR-Produktion aus. Die Ausstellung zeigt über 50 Autos, 70 Motorräder, 12 Fahrräder, 10 Lastkraftwagen und Omnibusse, 5 Sonderfahrzeuge und 4 Motoren. Dazu gibt es Kinderspielzeug von 1949 bis 1989, diverse Wohnwagen und Campingausrüstung sowie eine Minol-Tankstelle.
Im Einzelnen bekannt sind Trabant P 50, 601 und 1.1, Wartburg 311, 312 und 353, Lada, SAS-965 A und Škoda 100. Zudem Zweiräder von Simson wie die „Schwalbe“ und Motorräder von MZ.
Auf dem Freigelände steht außerdem ein Speisewagen der MITROPA, eine MiG, die letzte original erhaltene Radom (Antennenkuppel) vom Brocken und im Teich der Turm eines U-Bootes.